# Torre del Centro
La Torre del Centro (anteriormente Torre Mall Center) es un edificio de la ciudad de Concepción, Chile. La torre alcanza los 112 metros de altura, distribuidos en 27 plantas y 4 subterráneos, lo que lo convierte en el edificio más alto de la urbe del Gran Concepción (superando a la Torre City) y uno de los más altos fuera de Santiago.
El edificio está ubicado en el centro de la comuna, siendo destinado en sus cuatro primeros pisos para albergar el Mall del Centro Concepción y los restantes para oficinas.
El edificio fue diseñado por la oficina de arquitectos argentina BMA Estudio (Bodas-Miani-Anger), responsables también de la construcción del Mall Center Curicó y del Boulevard del Parque Arauco, en Santiago, y el proyecto fue financiado y administrado por Inmobiliaria Viña del Mar (Grupo Marina, una asociación del grupo Parque Arauco y Ripley, también administradores del Mall Marina, Mall Curicó y Mall Barrio Independencia).
El mall cuenta con un patio de comidas, locales comerciales, un supermercado Jumbo en el subterráneo del edificio y siete salas de cine de la compañía Cineplanet.

## Controversias

### Impacto urbanístico

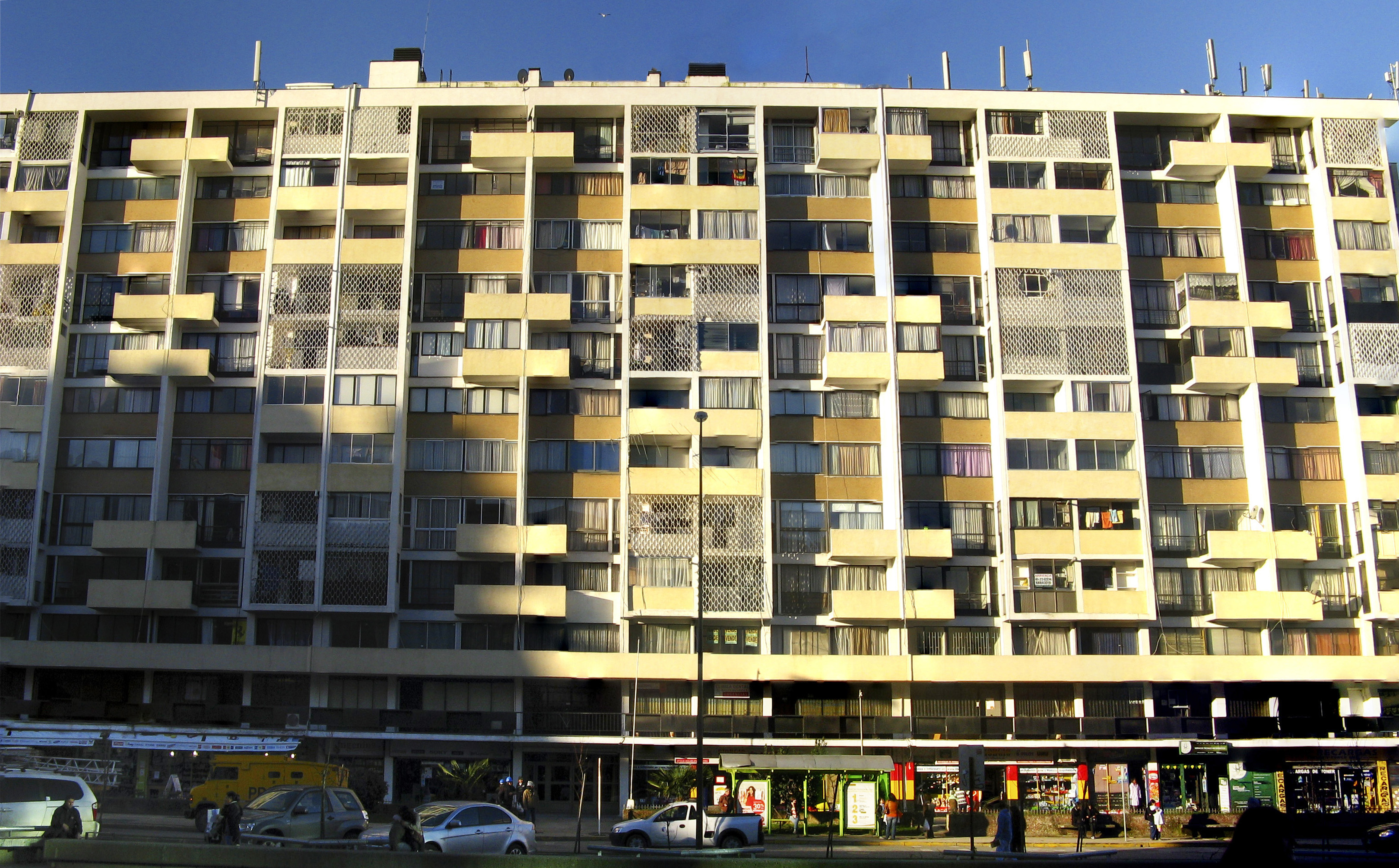
El Mall del Centro ha sido fuertemente criticada por arquitectos y especialistas, por alterar el patrimonio urbanístico de Concepción. La visualización del Edificio Tribunales (o Tucapel) (en la imagen) se ha visto negativamente afectada por el Mall del Centro.

Su construcción ha despertado fuertes controversias, en primer lugar por no respetar su diseño inicial, que incluiría un final en punta que proporcionaría más altura y estética a la edificación. Asimismo, diversos arquitectos y especialistas han criticado su nula relación con el entorno, la obstrucción en la visualización de patrimonios arquitectónicos de la ciudad, como el Edificio Tribunales (o Tucapel), representante del modernismo penquista, y su alteración negativa del plan urbanístico del centro de la ciudad.
El edificio está emplazado en lo que fue el histórico edificio de la Universidad de Concepción, diseñado por el arquitecto Arnoldo Michaelsen y construido en 1930. Para su construcción, demolieron los restos de la obra, manteniendo exclusivamente parte de su fachada, la cual fue toscamente integrada dentro del resto del edificio. Asimismo, para la construcción de la entonces Torre Mall Center se retiraron y desecharon las antiguas vías de los tranvías que transitaron por la ciudad entre 1908 y 1941.
Luego de su inauguración, se han encontrado numerosos desperfectos en las instalaciones, habiendo caídas de escombros y goteras e inundaciones durante el invierno.

### Deuda a obreros
En febrero de 2013 los contratistas del Mall del Centro protestaron por deudas impagas subiéndose a una grúa pluma. A principios de abril llegaron a un acuerdo, sin embargo los trabajadores indicaron que la mitad de los dineros no han sido cancelados. A fines de agosto la protesta se radicalizó levantando barricadas y manteniendo una huelga sobre una grúa a 110 metros de altura por 14 días, afirmando que se les adeuda 300 millones de pesos.